# Leif Liljeroth
Leif Gustav Adolf Liljeroth, född 18 oktober 1924 i Hedvig Eleonora församling, Stockholm, död 25 februari 2018 i Kungsholmens distrikt, Stockholm, var en svensk skådespelare. Hans fasta filmroll var kommissarie Ruda i Hassel-filmerna. Hans genombrott kom dock redan 1967 i den klassiska TV-serien Kullamannen där han spelade Dr. Miller.
Liljeroth är gravsatt i minneslunden på Kungsholms kyrkogård i Stockholm.

## Filmografi
- 1961 – Stöten
- 1964 – 491
- 1964 – Henrik IV
- 1967 – Roseanna
- 1967 – Kullamannen (TV-serie)
- 1968 – Korridoren
- 1968 – Flickorna
- 1969 – Eva – den utstötta
- 1970 – Rullgardinen
- 1970 – Reservatet
- 1975 – Pojken med guldbyxorna (TV-serie)
- 1976 – Stadsresan
- 1976 – Agaton Sax och Byköpings gästabud
- 1977 – Tjejerna gör uppror (TV-serie)
- 1979 – Godnatt, jord (TV-serie)
- 1980 – Dubbelstötarna (TV-serie)
- 1980 – Sinkadus (TV-serie)
- 1980 – Mannen som gick upp i rök
- 1982 – Skulden (TV-serie)
- 1982 – Dubbelsvindlarna (TV-serie)
- 1983 – Midvinterduell
- 1983 – Lyckans ost
- 1986 – Studierektorns sista strid (TV-serie)
- 1986 – Resan till Amerika
- 1987–1988 – Varuhuset (TV-serie)
- 1989 – Hassel – Slavhandlarna
- 1989 – Hassel – Säkra papper
- 1989 – Hassel – Terrorns finger
- 1989 – Hassel – Offren
- 1989 – Tre kärlekar (TV-serie)
- 1989 – Det var då... (TV-serie)
- 1991 – Freud flyttar hemifrån
- 1991 – Skönheten och odjuret
- 1992 – Hassel – De giriga
- 1992 – Hassel – Svarta banken
- 1992 – Hassel – Botgörarna
- 1992 – Hassel – Utpressarna
- 1993 – Dockpojken
- 1996 – Zonen (TV-serie)
- 1996 – Anna Holt – polis (TV-serie)
- 1998 – Kvinnan i det låsta rummet (TV-serie)
- 1998 – S:t Mikael (TV-serie)
- 2000 – Hassel – Förgörarna
- 2000 – Gripsholm
- 2000 – Dinosaurier

## Teater

### Roller (ej komplett)
| År   | Roll                    | Produktion                                                      | Regi                                                   | Teater                    |
| ---- | ----------------------- | --------------------------------------------------------------- | ------------------------------------------------------ | ------------------------- |
| 1953 | von Sparch, löjtnant    | Positivhataren August Blanche                                   | Gösta Terserus                                         | Parkteatern               |
| 1957 | Åklagare Maillard       | Ett huvud kortare (La tête des autres) Marcel Aymé              | Erling Schroeder                                       | Upsala-Gävle stadsteater  |
| 1958 | Agamemnon               | För vindens skull (Une fille pour du vent) André Obey           | Lars Barringer                                         | Upsala-Gävle stadsteater  |
| 1958 |                         | Fort Christina Alf Henrikson, Erik Lundegård och Lennart Nyblom | Ellen Bergman                                          | Uppsala-Gävle Stadsteater |
| 1959 |                         | Det heliga löftet Jean de Létraz                                | Lars Barringer                                         | Uppsala-Gävle Stadsteater |
| 1959 | Jerry Ryan              | Två på gungbrädet William Gibson                                |                                                        | Uppsala-Gävle Stadsteater |
| 1959 |                         | Femton snören guld Zhu Sucheng                                  | Ellen Bergman                                          | Uppsala-Gävle Stadsteater |
| 1961 |                         | Balkongen Jean Genet                                            | Frank Sundström                                        | Uppsala-Gävle Stadsteater |
| 1961 | Benvolio                | Romeo och Julia William Shakespeare                             | Frank Sundström                                        | Uppsala-Gävle Stadsteater |
| 1962 |                         | Kassabrist Vilhelm Moberg                                       | Johan Bergenstråhle                                    | Uppsala-Gävle Stadsteater |
| 1963 | Olivier                 | Som ni behagar William Shakespeare                              | Frank Sundström                                        | Uppsala-Gävle Stadsteater |
| 1963 | Christian               | Cyrano de Bergerac Edmond Rostand                               | Hans Abramson                                          | Uppsala-Gävle Stadsteater |
| 1963 |                         | Desertören Bengt V. Wall                                        | Frank Sundström                                        | Uppsala-Gävle Stadsteater |
| 1965 | Snickare I lärde I mfl. | Isabella (Isabella, tre caravelle e un cacciaballe) Dario Fo    | Frank Sundström                                        | Stockholms stadsteater    |
| 1966 | Per                     | Nya Wermländingarne Sandro Key-Åberg                            | Christian Lund                                         | Stockholms stadsteater    |
| 1973 | Hertigen av Burgund     | Kung Lear William Shakespeare                                   | Kalle Holmberg                                         | Stockholms stadsteater    |
| 1973 | Kusin Kristoffer        | Gösta Berlings saga Selma Lagerlöf                              | Johan Bergenstråhle Marie-Louise De Geer Bergenstråhle | Stockholms stadsteater    |
| 1975 | Baron Rosenhane         | Herr von Hancken Agneta Pleijel                                 | Johan Bergenstråhle                                    | Stockholms stadsteater    |
| 1976 | Kommissarien            | Den girige Molière                                              | Yves Bureau                                            | Stockholms stadsteater    |
| 1977 | Major Lüderitz          | Slaget vid Lobositz Peter Hacks                                 | Friedo Solter                                          | Stockholms stadsteater    |
| 1979 | Knut Mattsson           | Söndagsgäster Björn Runeborg                                    | Stig Ossian Ericson                                    | Stockholms stadsteater    |
| 1979 | Vengerovitj, rik jude   | Platonov Anton Tjechov                                          | Otomar Krejča                                          | Stockholms stadsteater    |
| 1979 | Egeus                   | En midsommarnattsdröm William Shakespeare                       | Göran O. Eriksson                                      | Stockholms stadsteater    |
| 1982 | Generalen               | Historien om en häst Leo Tolstoj                                | Lars Edström                                           | Stockholms stadsteater    |
| 1984 | Joakim Scheel           | Daniel Hjort eller Skuggornas hämnd Josef Julius Wecksell       | Jan Håkanson                                           | Stockholms stadsteater    |
| 1990 | Inspicienten            | Kean Alexandre Dumas den äldre                                  | Jan Maagaard                                           | Stockholms stadsteater    |

## Radioteater

### Roller
| År   | Roll                       | Produktion                              | Regi           |
| ---- | -------------------------- | --------------------------------------- | -------------- |
| 1965 | Håkan Malmgren, författare | Den försvunne disponenten Folke Mellvig | Lennart Olsson |